# Survivor: San Juan del Sur
Survivor: San Juan del Sur - Blood vs. Water (Sangue contra Água) foi a vigésima-nona temporada do reality show americano Survivor que estreou em 24 de setembro de 2014. Similarmente à vigésima-sétima temporada, Survivor: Blood vs. Water, o programa apresentou duplas de parentes competindo uns contra os outros, entretanto, diferentemente de Blood vs. Water, desta vez todas os competidores eram estreantes no programa. A temporada foi gravada na cidade de San Juan del Sur, Nicarágua, mesma localidade onde Survivor: Nicaragua e Survivor: Redemption Island foram gravadas em 2010. 
No episódio final, que teve duas horas de duração e foi transmitido em 17 de dezembro de 2014, foi revelado que Natalie Anderson ganhou a competição, tendo derrotado Jaclyn Schultz e Missy Payne em uma votação de 5-2-1 votos.
Essa temporada apresentou o retorno da Ilha do Exílio que havia sido utilizada pela última vez há cinco anos, em Survivor: Tocantins. Ao invés do tradicional desafio de recompensa na fase tribal, um competidor deveria enfrentar seu parente em um duelo. O perdedor era enviado para a Ilha do Exílio, enquanto que o vencedor ganhava uma recompensa para sua tribo e deveria escolher algum companheiro da própria tribo para acompanhar seu parente no Exílio. Na Ilha do Exílio cada exilado deveria escolher um de dois vasos apresentados, no qual apenas um continha uma pista para um Ídolo de Imunidade escondido no acampamento da tribo. Após a fusão tribal a Ilha do Exílio continuou, desta vez o exilado era escolhido pelo vencedor do desafio de recompensa e, na Ilha, encontrava uma única urna que continha uma pista para um ídolo escondido em algum lugar do Exílio.

## Participantes
- Alec Christy - 22 anos - Winter Park, Flórida, irmão de Drew
- Baylor Wilson - 20 anos - Nashville, Tennessee, filha de Missy
- Dale Wentworth - 55 anos - Ephrata, Washington, pai de Kelley
- Drew Christy - 25 anos - Winter Park, Flórida, irmão de Alec
- Jaclyn Schultz - 25 anos - Las Vegas, Nevada, namorada de Jon
- Jeremy Collins - 36 anos - Foxborough, Massachusetts, marido de Val
- John Rocker - 39 anos - Statesboro, Geórgia, namorado de Julie
- Jon Misch - 26 anos - Waterford, Michigan, namorado de Jaclyn
- Josh Canfield - 22 anos - Nova Iorque, Nova Iorque, namorado de Reed
- Julie McGee - 34 anos - Atlanta, Geórgia, namorada de John
- Keith Nale - 53 anos - Shreveport, Louisiana, pai de Wes
- Kelley Wentworth - 27 anos - Seatle, Washington, filha de Dale
- Missy Payney - 47 anos - Dallas, Texas, mãe de Baylor
- Nadiya Anderson - 28 anos - Edgewater, Nova Jérsei, irmã gêmea de Natalie
- Natalie Anderson - 28 anos - Edgewater, Nova Jérsei, irmã gêmea de Nadiya
- Reed Kelly - 31 anos - Nova Iorque, Nova Iorque, namorado de Josh
- Val Collins - 35 anos - Foxborough, Massachusetts, esposa de Jeremy
- Wes Nale - 23 anos – Shreveport, Louisiana, filho de Keith

## Episódios
| 01 | Suck It Up and Survive (Aguenta e Sobreviva)                 | Nadiya                  | 9,75 | 24 de setembro de 2014 |  |  |
|    |                                                              |                         |      |                        |  |  |
| 02 | Method To This Madness (Razão para Essa Loucura)             | Val                     | 9,49 | 1 de outubro de 2014   |  |  |
|    |                                                              |                         |      |                        |  |  |
| 03 | Actions vs. Accusations (Ações Vs. Acusações)                | John                    | 9,65 | 8 de outubro de 2014   |  |  |
|    |                                                              |                         |      |                        |  |  |
| 04 | We're a Hot Mess (Um Belo Desastre)                          | Drew                    | 9,33 | 15 de outubro de 2014  |  |  |
|    |                                                              |                         |      |                        |  |  |
| 05 | Blood is Blood (Sangue é Sangue)                             | Kelley                  | 9,22 | 22 de outubro de 2014  |  |  |
|    |                                                              |                         |      |                        |  |  |
| 06 | Make Some Magic Happen (Faço a Mágica Acontecer)             | Dale                    | 9,07 | 29 de outubro de 2014  |  |  |
|    |                                                              |                         |      |                        |  |  |
| 07 | Million Dollar Decision (Decisão de Um Milhão de Dólares)    | Julie (desistência)     | 9,31 | 5 de novembro de 2014  |  |  |
|    |                                                              |                         |      |                        |  |  |
| 08 | Wrinkle In the Plan (Falha no Plano)                         | Josh                    | 9,51 | 12 de novembro de 2014 |  |  |
|    |                                                              |                         |      |                        |  |  |
| 09 | Gettin' to Crunch Time (Chegando ao Fim da Linha)            | Jeremy                  | 9,85 | 19 de novembro de 2014 |  |  |
|    |                                                              |                         |      |                        |  |  |
| 10 | This Is Where We Build Trust (Hora em que Criamos Confiança) | Wes                     | 8,90 | 26 de novembro de 2014 |  |  |
|    |                                                              |                         |      |                        |  |  |
| 11 | Kind Of Like Cream Cheese (Tipo Cream Cheese)                | Reed                    | 8,71 | 3 de dezembro de 2014  |  |  |
|    |                                                              |                         |      |                        |  |  |
| 12 | Still Holdin' On (Continuo Aguentando)                       | Alec                    | 8,71 | 3 de dezembro de 2014  |  |  |
|    |                                                              |                         |      |                        |  |  |
| 13 | Let's Make a Move (Vamos Fazer uma Jogada)                   | Jon                     | 9,47 | 10 de dezembro de 2014 |  |  |
|    |                                                              |                         |      |                        |  |  |
| 14 | This Is My Time (Essa é Minha Vez)                           | Baylor Keith            | 9,79 | 17 de dezembro de 2014 |  |  |
|    |                                                              |                         |      |                        |  |  |
| -  | The Reunion (A Reunião)                                      | Natalie1 Jaclyn1 Missy1 | 7,31 | 17 de dezembro de 2014 |  |  |
|    |                                                              |                         |      |                        |  |  |

↑1 O nome grafado em vermelho indica que o competidor foi o vencedor da temporada e, portanto, não foi eliminado. Os nomes grafados em verde  indicam que os competidores foram, respectivamente, o segundo e terceiro colocados e, portanto, não foram eliminados.